# USS Honolulu (CL-48)

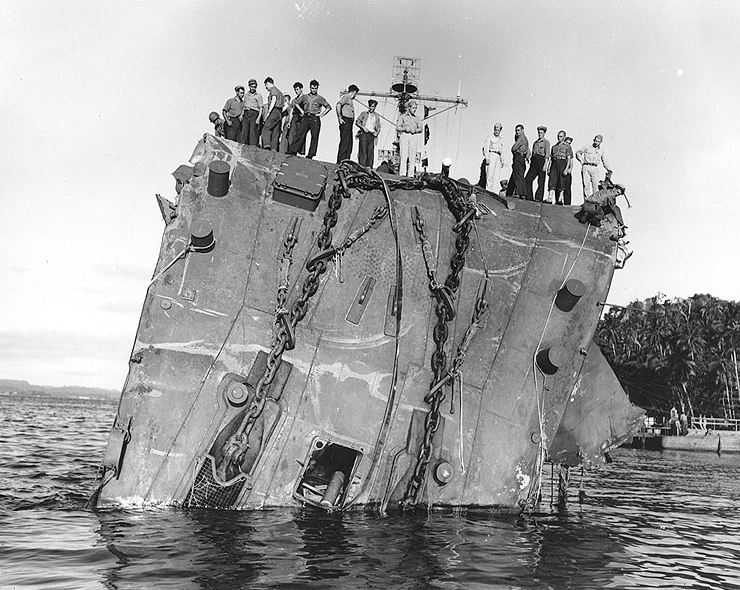
Kolaps konstrukce přídi lodi způsobené poškozením z bitvy u Kolombangara

USS Honolulu (CL-48) byl lehký křižník US Navy třídy Brooklyn, postavený v letech 1935–1938 v loděnici New York Navy Yard.
Honolulu se účastnil 30. listopadu 1942 bitvy u Tassafarongy. V následujícím roce se zapojil do kampaně u Šalomounových ostrovů. Nejprve bojoval 6. července 1943 v bitvě v zálivu Kula, kde se podílel na potopení dvou japonských torpédoborců, přičemž americké námořnictvo ovšem ztratilo lehký křižník USS Helena.
Krátce nato došlo k bitvě u ostrova Kolombangara, kde Honolulu dne 13. července 1943 (stejně jako lehký křižník USS St. Louis), zasáhlo japonské torpédo. Loď musela odplout do USA k několikaměsíční opravě. Poté, co se po více než roce vrátila do Pacifiku, se zapojila do invaze na Leyte. Zde Honolulu 20. října 1944 zasáhlo torpédo z japonského bombardéru, které křižník vyřadilo ze služby až do konce války. 
Po válce loď čekala jen krátká služba, jelikož byla v roce 1947 vyřazena a o dva roky později sešrotována.